# Arouquesa (raça bovina)

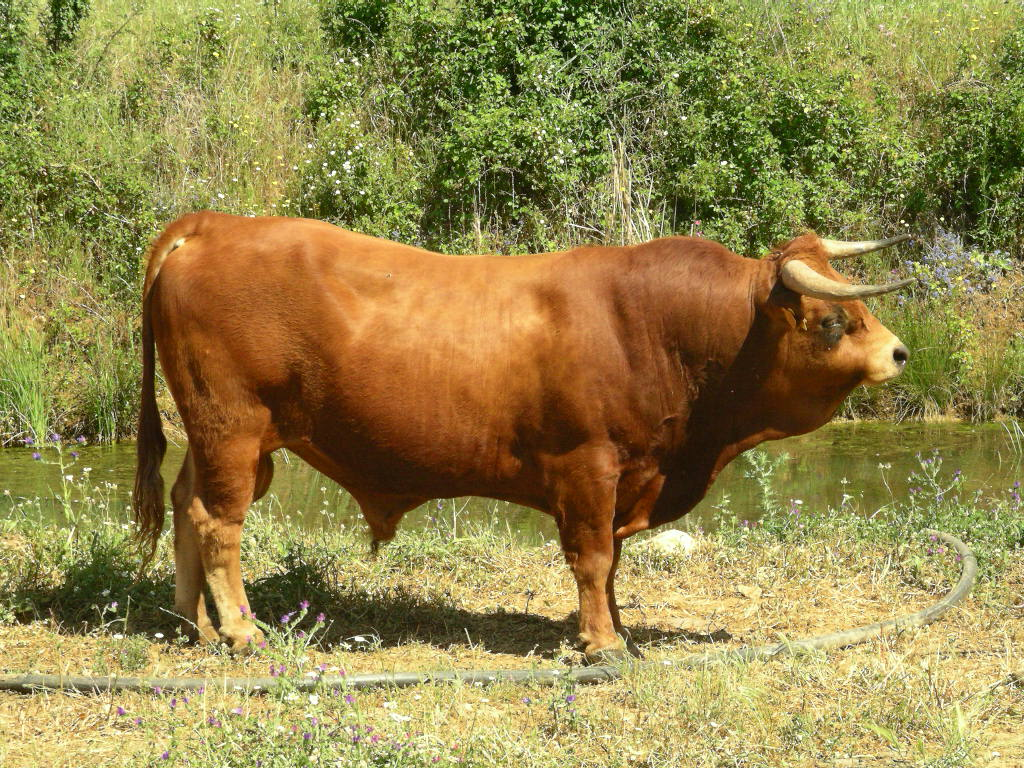
Touro da raça Arouquesa

A raça Arouquesa é uma raça bovina autóctone portuguesa. O seu nome é proveniente do nome do concelho e da vila de Arouca, concelho da Área Metropolitana do Porto e da Região Norte, no Douro Litoral. Dentro deste grupo, da raça Arouquesa, existem três divisões importantes: o gado Arouquês de S. Pedro do Sul, os Arouqueses Paivotos e a raça dos Arouqueses Caramuleiros, estando esta última raça já extinta.
Esta raça tem uma tripla função, pois serve para a produção de carne, assim como de leite, além de ainda servir para trabalhar. 
Arouca possui uma confraria gastronómica da Raça Arouquesa , que promove a carne desta raça autóctone de bovinos, onde se confeccionam pratos de grande qualidade de Carne Arouquesa , nomeadamente a vitela assada no forno, os famosos bifes de Alvarenga, a posta arouquesa, os medalhões e a espetada de vitela arouquesa, a vitela arouquesa na púcara e as costeletas de vitela arouquesa grelhada. O sucesso da Carne Arouquesa (que é muito apreciada e que mobiliza, de modo permanente, a visita gastronómica de muitos forasteiros ao concelho de Arouca) deve-se, para além da qualidade das receitas (que são muito simples e frugais), sobretudo à própria qualidade da textura orgânica desta raça autóctone de bovinos muita antiga, que se alimentam à base de produtos naturais. 
Com o leite das vacas Arouquesas, é possivel fabricar lacticínios de elevada qualidade. A produção de carne ou e leite do gado Arouquês tem de ser feita a partir de animais de raça Arouquesa, inscritos no Registo Zootécnico, filhos de pai e mãe também aí inscritos.  
Uma da suas virtudes é a capacidade de caminhar nos íngremes e pedregosos caminhos ruraís das regiões de agricultura de montanha. Na montanha a raça Arouquesa, não tem quem faça o trabalho melhor de que ela. A área geográfia de produção abrange os concelhos de Baião, Cinfães, Castelo de Paiva, Arouca, Castro Daire, S. Pedro do Sul, Vale de Cambra, Sever do Vouga, Oliveira de Frades, Vouzela, Resende, Lamego, Tarouca, Amarante e Marco de Canaveses. 

## Características
Corpulência meã, pelagem desde o castanho até aos tons mais claros (palha), formas harmoniosas e roliças, pele grossa elástica e bem destacada, andamentos fáceis, temperamento dócil e energético, mucosas escuras, cornadura dirigida para a frente, indo primeiro para baixo e depois para cima e perfil sub-côncavo são as principais características desta raça. 

## Origem e Solar
A raça Arouquesa tem como centro Arouca e arredores. Encontra-se, na actualidade, maioritariamente, na sua parte montanhosa, a sul, a sudeste, a nordeste e a leste, que é uma zona de acessos difíceis e de reduzida densidade populacional.

## Ligações Externas
- «Associação Nacional dos Criadores da Raça Arouquesa»